# Château-Salins
Pour les articles homonymes, voir Château (homonymie) et Salins.
Château-Salins est une commune française située dans le département de la Moselle, en région Grand Est, dans l'aire urbaine de Château-Salins. La commune de Coutures lui est associée depuis 1975.

## Géographie

### Localisation
Cette commune mosellane est située dans une plaine saline du Saulnois, environ à mi-chemin mais à l'écart des deux métropoles lorraines : au sud-est de Metz et au nord-est de Nancy.
Elle a pour annexe le village de Coutures.

### Communes limitrophes
|                     | Amelécourt, Lubécourt | Puttigny         |
| Fresnes-en-Saulnois | Château-salins        | Morville-lès-Vic |
| Chambrey            | Salonnes              |                  |

### Géologie et relief
La commune se compose de 193,49 hectares de territoires artificialisés (17,49 %), 785,04 hectares de territoires agricoles (70,98 %) et 127,23 hectares de forêts et milieux semi-naturels (11,50 %).
Espaces naturels :
- Un espace protégé hors Natura 2000 :

L'ancienne saline.
Moselle sud.
- Un espace protégé Natura 2000 :

Vallée de la Seille (secteur amont et petite Seille).
- Trois zones naturelles d'intérêt écologique, faunistique et floristique (Znieff) :

Marais de Château-Salins.
Prairies salées de la vallée de la Petite Seille entre Château-Salins et Puttigny.
Vallée de la Seille de l'Indre à Marly.

### Hydrographie et les eaux souterraines
Hydrogéologie et climatologie : Système d’information pour la gestion des eaux souterraines du bassin Rhin-Meuse :
Territoire communal : Occupation du sol (Corinne Land Cover); Cours d'eau (BD Carthage),
Géologie : Carte géologique; Coupes géologiques et techniques,
 Hydrogéologie : Masses d'eau souterraine; BD Lisa; Cartes piézométriques.
La commune est située dans le bassin versant du Rhin au sein du bassin Rhin-Meuse. Elle est drainée par la Petite Seille, le ruisseau le Majurin, le canal du Moulin de Chateau-Salins et le ruisseau de Morville.
La Petite Seille, d'une longueur totale de 25,5 km, prend sa source dans la commune de Racrange et se jette  dans la Seille à Salonnes, après avoir traversé 15 communes.

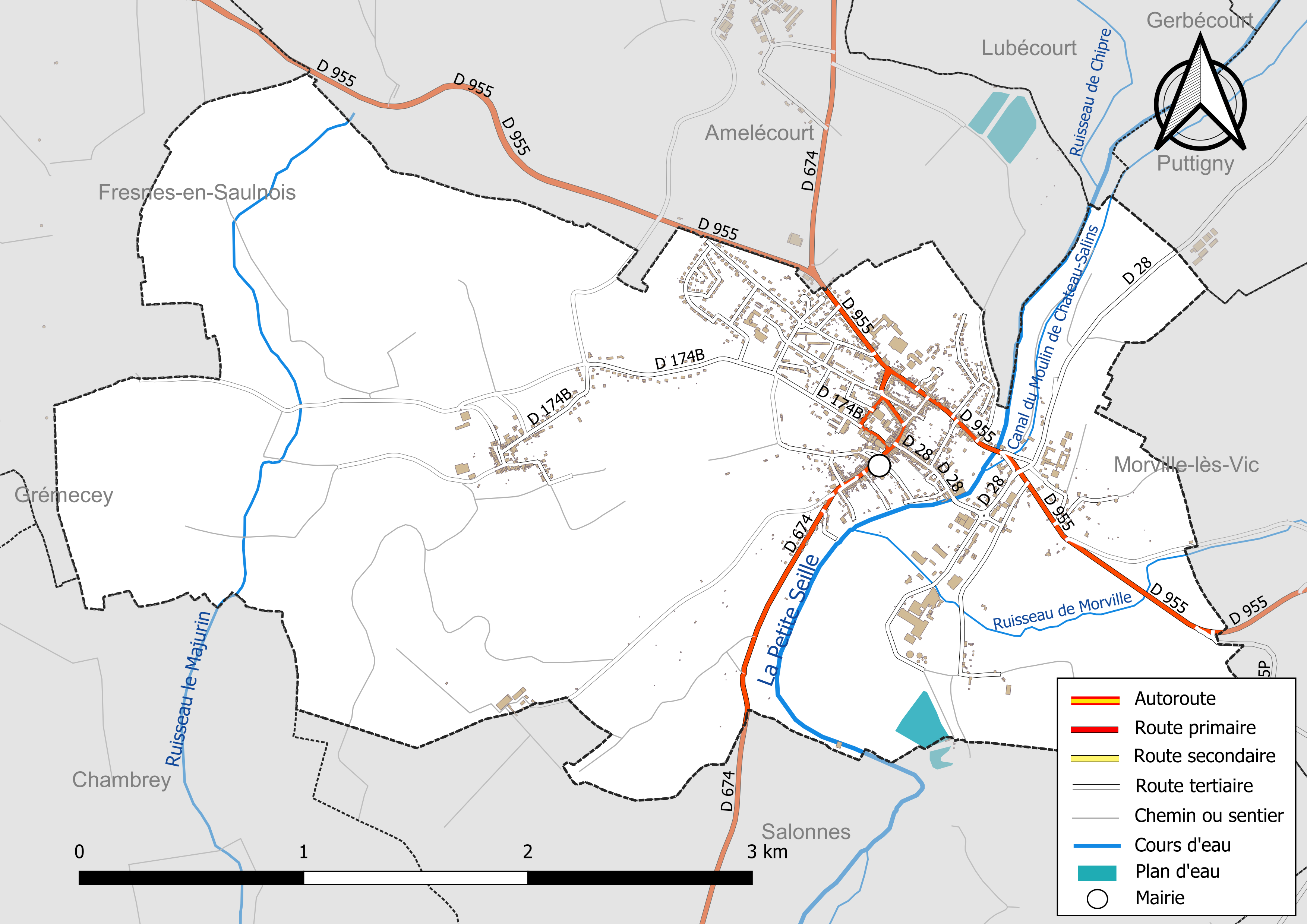
Réseaux hydrographique et routier de Château-Salins.

La qualité des eaux des principaux cours d’eau de la commune, notamment de la Petite Seille, peut être consultée sur un site dédié géré par les agences de l’eau et l’Agence française pour la biodiversité.

### Climat
Pour des articles plus généraux, voir Climat du Grand Est et Climat de la Moselle.
En 2010, le climat de la commune est de type climat des marges montargnardes, selon une étude du Centre national de la recherche scientifique s'appuyant sur une série de données couvrant la période 1971-2000. En 2020, Météo-France publie une typologie des climats de la France métropolitaine dans laquelle la commune est exposée à un climat semi-continental et est dans la région climatique  Lorraine, plateau de Langres, Morvan, caractérisée par un hiver rude (1,5 °C), des vents modérés et des brouillards fréquents en automne et hiver. 
Pour la période 1971-2000, la température annuelle moyenne est de 9,9 °C, avec une amplitude thermique annuelle de 17,1 °C. Le cumul annuel moyen de précipitations est de 796 mm, avec 11,8 jours de précipitations en janvier et 9,2 jours en juillet. Pour la période 1991-2020, la température moyenne annuelle observée sur la station météorologique de Météo-France la plus proche, « Lesse_sapc », sur la commune de Lesse à 16 km à vol d'oiseau, est de 10,7 °C et le cumul annuel moyen de précipitations est de 694,0 mm. 
La température maximale relevée sur cette station est de 40 °C, atteinte le 25 juillet 2019 ; la température minimale est de −20,7 °C, atteinte le 20 décembre 2009,,. 
Les paramètres climatiques de la commune ont été estimés pour le milieu du siècle (2041-2070) selon différents scénarios d'émission de gaz à effet de serre à partir des nouvelles projections climatiques de référence DRIAS-2020. Ils sont consultables sur un site dédié publié par Météo-France en novembre 2022.

## Urbanisme

### Typologie
Au 1er janvier 2024, Château-Salins est catégorisée bourg rural, selon la nouvelle grille communale de densité à sept niveaux définie par l'Insee en 2022.
Elle appartient à l'unité urbaine de Château-Salins, une unité urbaine monocommunale constituant une ville isolée,. La commune est en outre hors attraction des villes,.

### Occupation des sols et environnement
L'occupation des sols de la commune, telle qu'elle ressort de la base de données européenne d’occupation biophysique des sols Corine Land Cover (CLC), est marquée par l'importance des territoires agricoles (70,8 % en 2018), en diminution par rapport à 1990 (76 %). La répartition détaillée en 2018 est la suivante : 
terres arables (38,9 %), prairies (22,7 %), zones urbanisées (17,5 %), forêts (11,7 %), zones agricoles hétérogènes (6,8 %), cultures permanentes (2,4 %).
Un outil de l'IGN permet de comparer l’évolution de l’occupation des sols de la commune (ou de territoires à des échelles différentes). Plusieurs époques sont accessibles sous forme de cartes ou de photos aériennes : la carte de Cassini (XVIIIe siècle), la carte d'état-major (1820-1866) et la période actuelle (1950 à aujourd'hui).
La municipalité a (en 2022) réalisé des travaux de réhabilitation écopaysagère du site des « anciennes salines Solvay », dans le cadre de la mise en place de la Trame verte et bleue, afin d'y restaurer et préserver un cœur de biodiversité susceptible d'irriguer le réseau régional des corridors biologiques.

### Voies de communications et transports

#### Voies routières
La commune est à 30 km de la gare de Nancy, 48 de Metz, 74 de Sarrebruck et 100 d'Épinal.
Carrefour important de 2 grands axes, la D674 et la D955, reliant Metz a Strasbourg ou Sarreguemines a Nancy

#### Transports en commun
- Fluo Grand Est.
- Actuellement, des lignes d'autocar permettent d'accéder à Nancy (TED 350), Metz et Dieuze (TIM 27), Morhange (TIM 26) et Sarrebourg (TIM 33).

#### Lignes SNCF
- Gare de Morhange.
- Gare de Bénestroff
- Gare de Rémilly.

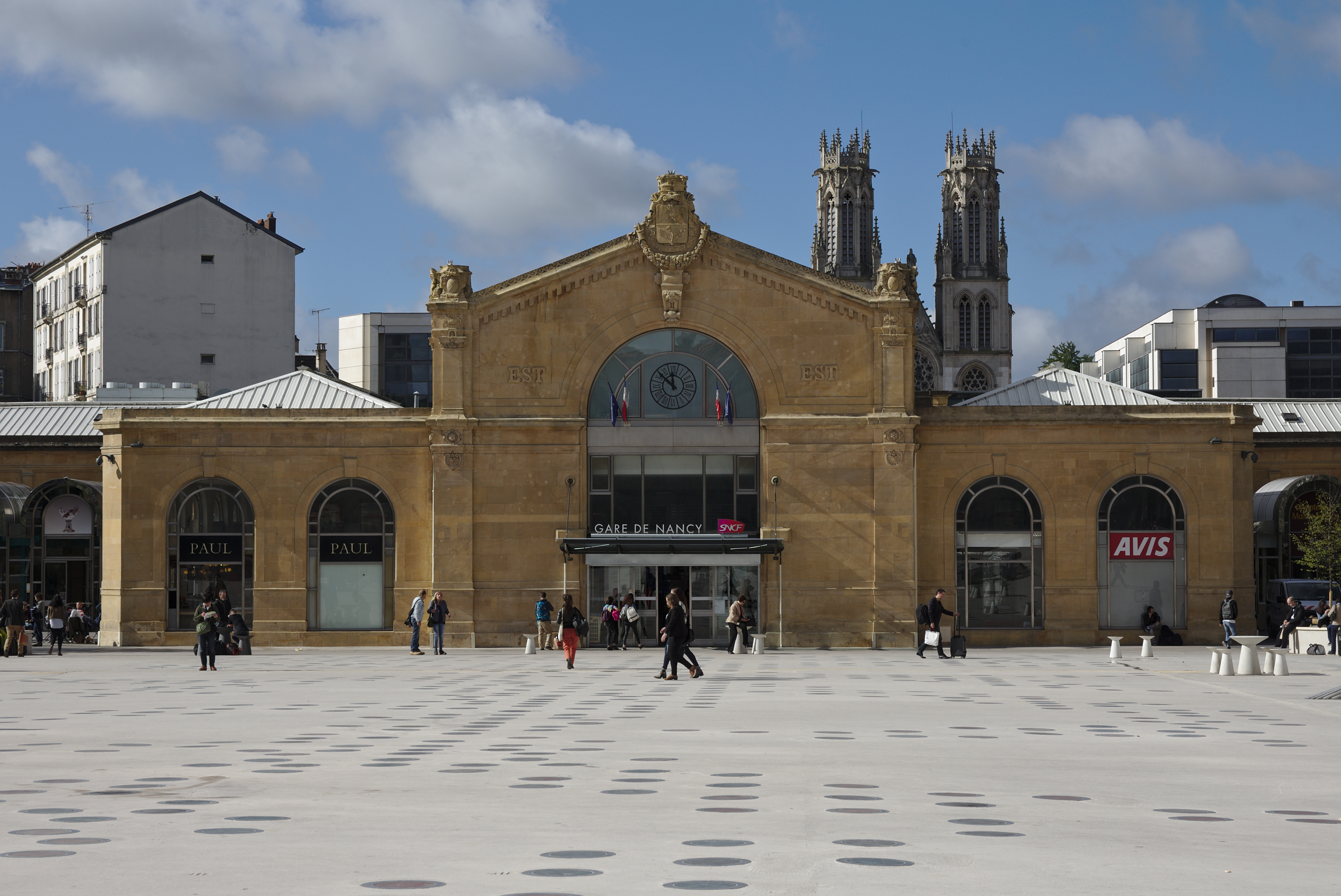
Gare de Nancy-Ville.

- Gare de Varangéville - Saint-Nicolas.
- La gare de Château-Salins était située à l'intersection de deux lignes :

* ligne Nancy - Sarreguemines mise en service en 1872 pour la section Château-Salins - Sarralbe et en 1873 pour la section vers Nancy. Fermée en 1969 entre Château-Salins et Bénestroff, fermée également pour la section de Nancy à Château-Salins ;
* ligne Metz - Château-Salins mise en service en 1904, fin de la desserte voyageur en 1953.

#### Transports aériens
- Aéroport de Nancy-Essey.
- Aéroport de Metz-Nancy-Lorraine.
- L'Aéroport d'Épinal-Mirecourt « Vosges Aéroport ».

À partir de l'été 2021, l’aéroport d’Épinal-Mirecourt est devenu le "pélicandrome" de la Zone Est et servira ainsi de base de ravitaillement et d’intervention pour les avions bombardiers d’eau connus sous le nom de Dash 8.

## Toponymie
Anciens noms : Castrum Sallum (1195), Chastel-Sallin (1346), Saltzburg (1347), Chastelsalin (1348), Saltzborren (1397), Saltzburch (XVe siècle), Castrosalina (1508 environ), Castrum Salinense (1675), Salins-Libre (nom révolutionnaire). 
En allemand : Salzburg  (1915-1918), Salzburgen (1940-1944).
D'après M. Michel, la commune tire son nom des salines qui y furent établies en 1330 et d'un château bâti en 1342. Cependant, la mention de 1195 (si elle est exacte), renverrait vers une origine plus ancienne.

## Histoire
La commune et la région naturelle qui l’entoure, le Saulnois, doivent leur nom à l’exploitation du sel qui y était autrefois pratiquée.
La cité est relativement récente. Le territoire sur lequel s’élèvera le château, et plus tard la ville, faisait partie des domaines de l’évêché de Metz. Le secteur était aussi un fief de Lorraine ; ainsi en 1277, le duc Ferry III de Lorraine associa le comte Thiébaut II de Bar à la moitié du fief d’Amelécourt et au tiers des salines de cette cité.
La légende dit que ce sont des pèlerins en route pour Saint-Nicolas-de-Port qui découvrirent une source salée. Vers 1340, la régente Élisabeth d’Autriche veuve du duc Ferry IV fait bâtir un château, pour protéger l’exploitation de cette source. Afin de pouvoir contrôler la bâtisse ducale, l’évêque Adhémar de Monteil fait aussi construire une forteresse, qu’il nomme Beaurepaire, à quelque distance de là.
En 1342 éclate un conflit entre Adhémar et le duc Raoul de Lorraine. La paix est signée en 1344 sous l’égide du comte du Luxembourg. Il est convenu que l’évêque paierait dix mille livres au duc de Lorraine, qui conservera sa forteresse de Château-Salins. Les conflits reprennent à la mort de Raoul en 1346. En 1347 le traité de paix conclut que le château construit par Élisabeth d’Autriche sera vendu à l’évêché ; en attendant que la somme soit réunie, les deux bâtisses seront mises en dépôt au profit de Marie de Blois, alors régente du duché. Quand Adhémar parvient à réunir la somme, la duchesse transige pour rendre les deux bâtisses. Cela entraîne un troisième conflit armé qui détruit totalement le château ducal. Il s’achève par une renonciation totale des prétentions du duché sur Château-Salins. Pourtant dès 1348, Adhémar donne son accord pour la reconstruction de ce château à laquelle il contribue par une indemnité de six mille florins.
La ville requerra rapidement de l'exploitation du sel une importance qui y fit établir un bailliage, lequel était régi par les coutumes de Lorraine et de Saint-Mihiel. Jusqu'en 1555, les ducs de Lorraine y entretinrent un prévôt de Marche, ayant une compagnie de cent hommes sous ses ordres, et dont la juridiction s'étendait des rives de la Meuse à celles du Rhin.
Château-Salins fut en 1698 le siège d'une prévôté qui s'étendait seulement à cette ville et au village d'Amelécourt. Le bailliage de Château-Salins créé en 1751, était formé de villages de la prévôté de ce nom et de celles d'Amance, Nomeny et Pont-à-Mousson.
Une paroisse est constituée en 1715 ; auparavant les habitants dépendaient des paroisses d'Amelécourt et de Salonnes.
Après 1789, la commune prend le nom révolutionnaire de Salines libres. Elle retrouvera son nom actuel après la Révolution française.
Au XVIIe siècle le sel fabriqué à Château-Salins était exporté jusqu'au-delà du Rhin. Les eaux de la source titraient à 13,5° de sel, et la saline produisait 9 000 tonnes par an. L'exploitation de cette industrie a été abandonnée en 1826.
Une tour de Chappe a été en service entre 1798 et 1852. Elle servait de relais entre Delme et Vic-sur-Seille sur la ligne Paris-Strasbourg.
Entre 1800 et 1871, Château-Salins fut une sous-préfecture du département de la Meurthe. Elle possédait des faïenceries, des verreries, des tanneries, des moulins à plâtre, et était un important centre de production de toiles de chanvre.
Comme les autres communes de l'actuel département de la Moselle, la ville de Château-Salins est annexée à l’Empire allemand de 1871 à 1918. La commune devient le chef-lieu d'un arrondissement du district de Lorraine au sein de l'Alsace-Lorraine. En 1894, une exploitation du sel plus moderne reprit au sud de la ville, pour s'arrêter définitivement en 1940. L'ancien site "Aux Salines" a été transformé depuis en base de plein air. Si Château-Salins est occupée par les troupes françaises dès le 17 août 1914, de jeunes Castelsalinois, déjà appelés sous les drapeaux, sont contraints de se battre sous l'uniforme allemand jusqu’à la fin des hostilités. En 1915, le nom de Château-Salins est germanisé en Salzburg. En 1918, Château-Salins redevient français, mais l'ancienne commune de la Meurthe reste dans le département de la Moselle.
La Seconde Guerre mondiale et le drame de l'Annexion marqueront longtemps les esprits. Lors de la seconde annexion allemande de la Moselle, la commune est baptisée, non pas Salzburg, mais Salzburgen. Elle redevient le siège d'un Landkreis du CdZ-Gebiet Lothringen, cette fois au sein du Gau Westmark. La ville est libérée le 17 novembre 1944, par la IIIe armée de Patton pendant la Campagne de Lorraine ; un odonyme local (rue du 17-Novembre ) rappelle cet événement.

## Politique et administration
Château-Salins était une prévôté et un bailliage sous l'ancien régime.
La petite commune de Coutures a été rattachée à Château-Salins en 1975, avec le statut de commune associée, et comptait 214 habitants en 2017.
La commune était le chef-lieu du canton de Château-Salins, et la sous-préfecture de l'ex-arrondissement de Château-Salins avant la fusion de celui-ci avec l'Arrondissement de Sarrebourg le 1er janvier 2016 pour former l'Arrondissement de Sarrebourg-Château-Salins. Château-Salins fait partie de la communauté de communes du Saulnois, vaste ensemble qui regroupe les communes de l'ancien arrondissement de Château-Salins.

### Liste des maires
| Période                                  | Période   | Identité              | Étiquette | Qualité                                                                                   |
| ---------------------------------------- | --------- | --------------------- | --------- | ----------------------------------------------------------------------------------------- |
| Les données manquantes sont à compléter. |           |                       |           |                                                                                           |
| mars 1965                                | mars 1977 | Alphonse Peiffer      |           | Enseignant                                                                                |
| mars 1977                                | juin 1995 | Gabriel Bronner       |           | Agent d'assurances                                                                        |
| juin 1995                                | mars 2008 | Roland Trouilly       | DVD       | Professeur d’allemand puis principal de collège Président de la CC du Saulnois (? → 2008) |
| mars 2008                                | En cours  | Gaëtan Benimeddourene | UMP-LR    | Fonctionnaire de police, conseiller départemental depuis 2021                             |

### Budget et fiscalité 2023

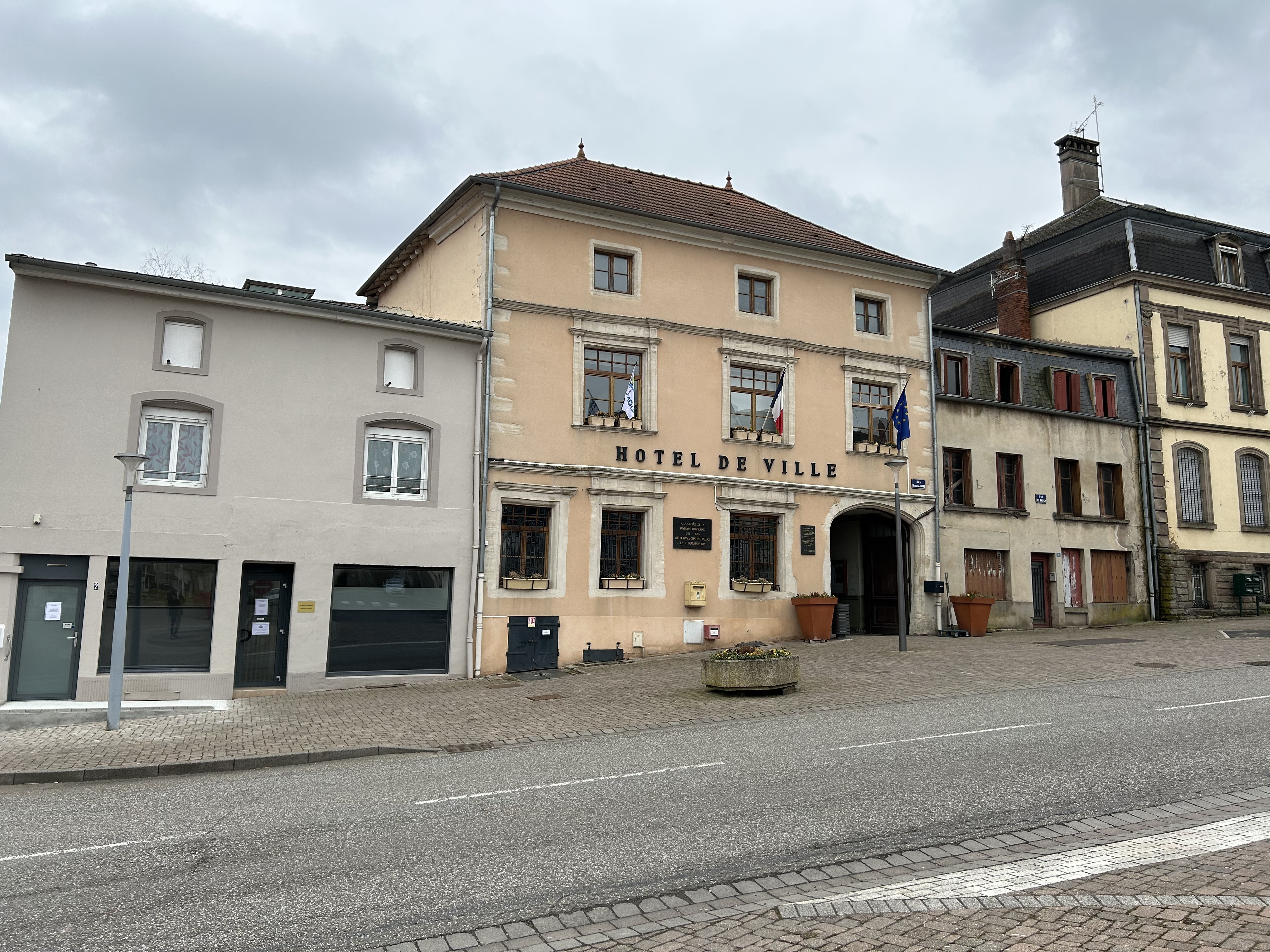
Hôtel de ville.

En 2023, le budget de la commune était constitué ainsi :
- total des produits de fonctionnement : 3 447 000 €, soit 1 356 € par habitant ;
- total des charges de fonctionnement : 2 953 000 €, soit 1 162 € par habitant ;
- total des ressources d'investissement : 464 000 €, soit 183 € par habitant ;
- total des emplois d'investissement : 1 593 000 €, soit 627 € par habitant ;
- endettement : 3 018 000 €, soit 1 187 € par habitant.

Avec les taux de fiscalité suivants :
- taxe d'habitation : 19,26 % ;
- taxe foncière sur les propriétés bâties : 31,05 % ;
- taxe foncière sur les propriétés non bâties : 48,46 % ;
- taxe additionnelle à la taxe foncière sur les propriétés non bâties : 0,00 % ;
- cotisation foncière des entreprises : 0,00 %.

Chiffres clés Revenus et pauvreté des ménages en 2021 : médiane en 2021 du revenu disponible, par unité de consommation : 21 410 €.

### Jumelages
- Birkenfeld (Allemagne)

## Population et société

### Démographie

#### Évolution démographique
L'évolution du nombre d'habitants est connue à travers les recensements de la population effectués dans la commune depuis 1793. Pour les communes de moins de 10 000 habitants, une enquête de recensement portant sur toute la population est réalisée tous les cinq ans, les populations de référence des années intermédiaires étant quant à elles estimées par interpolation ou extrapolation. Pour la commune, le premier recensement exhaustif entrant dans le cadre du nouveau dispositif a été réalisé en 2005.

En 2022, la commune comptait 2 294 habitants, en évolution de −6,48 % par rapport à 2016 (Moselle : +0,52 %, France hors Mayotte : +2,11 %).
| 1793  | 1800  | 1806  | 1821  | 1831  | 1836  | 1841  | 1846  | 1851  |
| ----- | ----- | ----- | ----- | ----- | ----- | ----- | ----- | ----- |
| 1 791 | 2 110 | 2 610 | 2 851 | 2 727 | 2 621 | 2 418 | 2 527 | 2 394 |

| 1856  | 1861  | 1871  | 1875  | 1880  | 1885  | 1890  | 1895  | 1900  |
| ----- | ----- | ----- | ----- | ----- | ----- | ----- | ----- | ----- |
| 2 242 | 2 335 | 2 149 | 2 060 | 2 174 | 2 091 | 2 029 | 2 084 | 2 217 |

| 1905  | 1910  | 1921  | 1926  | 1931  | 1936  | 1946  | 1954  | 1962  |
| ----- | ----- | ----- | ----- | ----- | ----- | ----- | ----- | ----- |
| 2 392 | 2 402 | 1 950 | 1 915 | 1 820 | 1 850 | 1 565 | 1 927 | 2 174 |

| 1968  | 1975  | 1982  | 1990  | 1999  | 2005  | 2006  | 2010  | 2015  |
| ----- | ----- | ----- | ----- | ----- | ----- | ----- | ----- | ----- |
| 2 246 | 2 479 | 2 461 | 2 437 | 2 470 | 2 569 | 2 543 | 2 422 | 2 442 |

| 2020  | 2022  | - | - | - | - | - | - | - |
| ----- | ----- | - | - | - | - | - | - | - |
| 2 304 | 2 294 | - | - | - | - | - | - | - |

### Enseignement
Établissements d'enseignements :
- Écoles maternelles et primaires à Château-Salins,
- Une Garderie
- Collège de la Passepierre à Château-Salins.
- Lycée Agricole du Val de Seille à Château-Salins.

### Santé
Professionnels et établissements de santé :
- Médecins à Château-Salins, .
- Pharmacies à Château-Salins,
- Hôpital à Château-Salins, unité composée d'un scanner et d'une radiologie, un Centre du Sommeil  Bioserenity existe également, une première en zone rurale
- Une Maison de Retraite St Vincent
- La CPAM

### Cultes
- Culte catholique, Communauté de Paroisses de Saint-Éloi de Château-Salins[49], Diocèse de Metz.

## Économie

### Entreprises et commerces

#### Agriculture
- Culture de céréales, de légumineuses et de graines oléagineuses.
- Culture et élevage associés.
- Élevage de chevaux et d'autres équidés.
- Élevage de vaches laitières.

#### Tourisme
- Hébergements et restauration

#### Commerces et services
- Commerces et services de proximité[50]., 2 supermarchés
- La commune accueille une unité de production du groupe Senoble.
- D'autres entreprises sont aussi installées dans la ville comme Matos Autoclean, entreprise de préparation et esthétique automobile.

## Culture locale et patrimoine

### Lieux et monuments

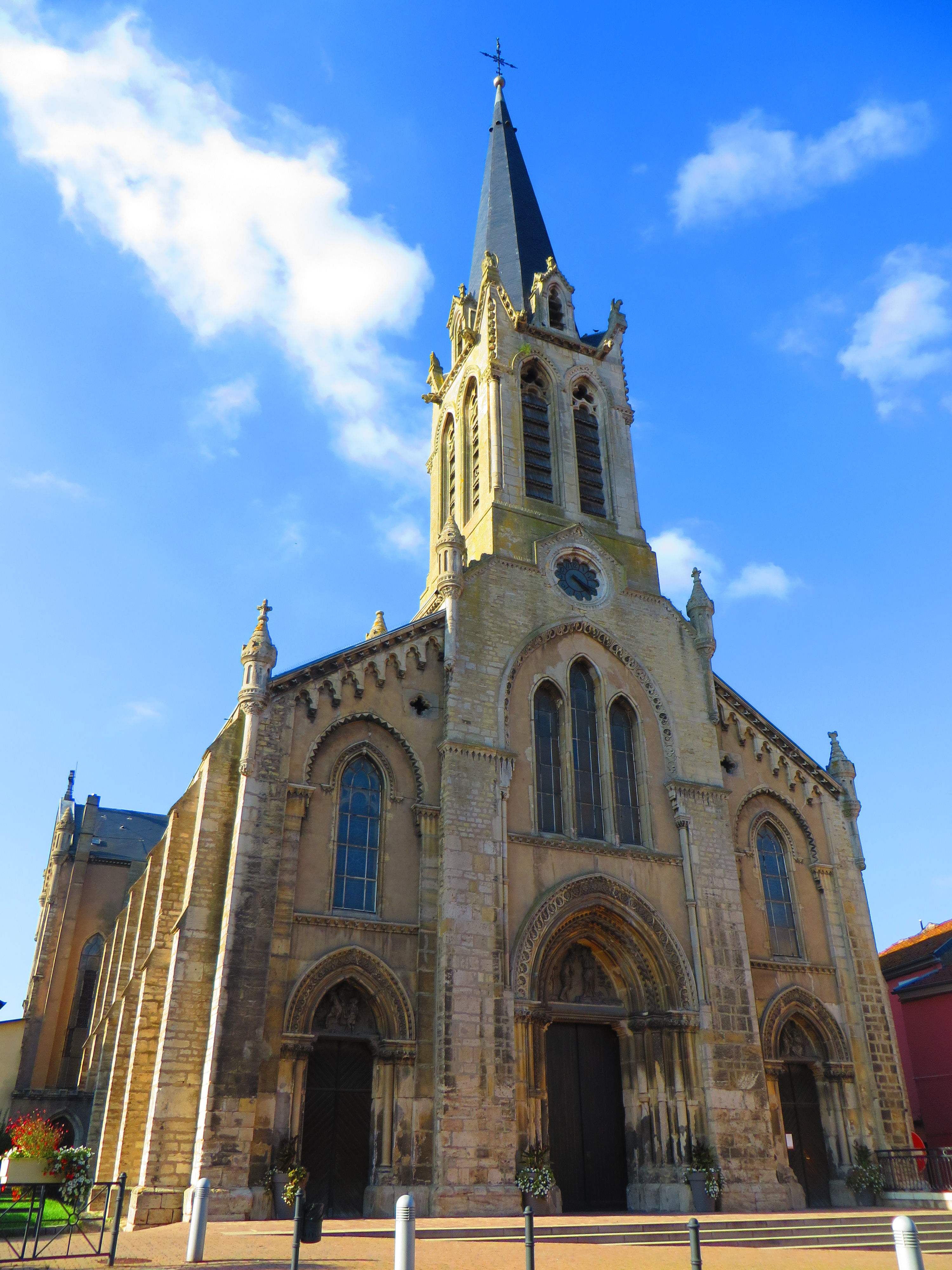
l'église Saint-Jean-Baptiste.
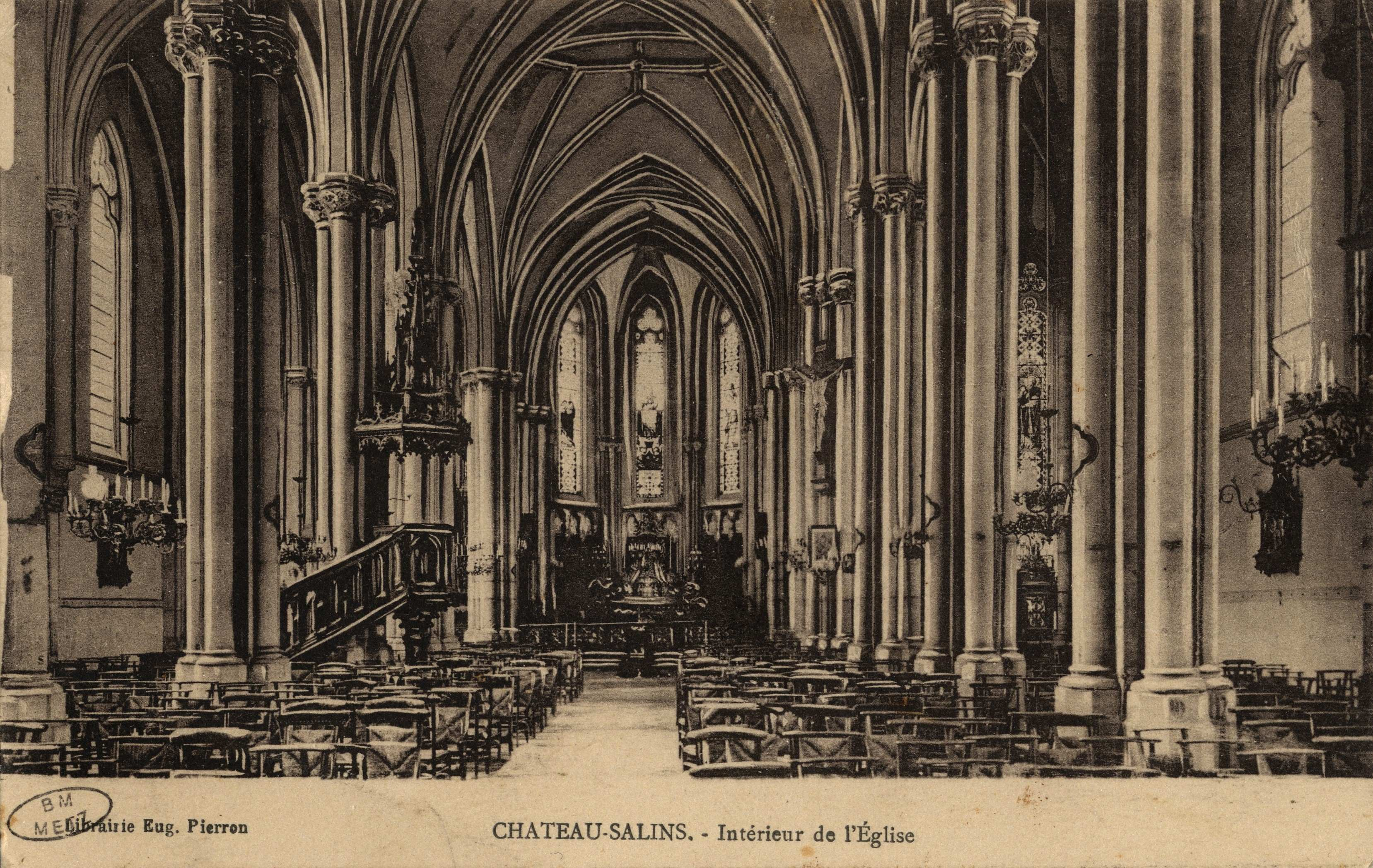
Intérieur de l'Église Saint-Jean-Baptiste 1880/1920.
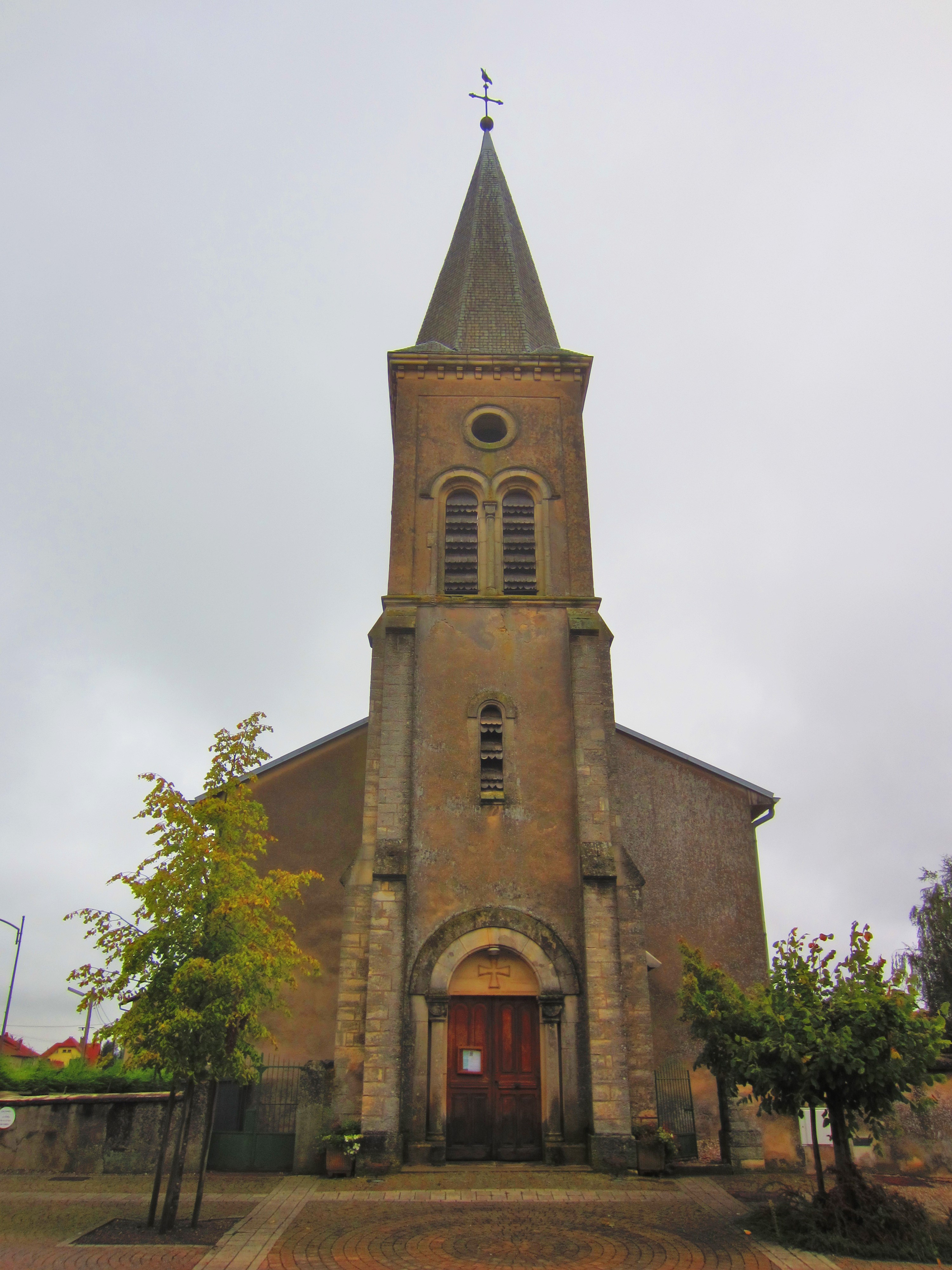
l'église Saint-Aubin de Coutures.
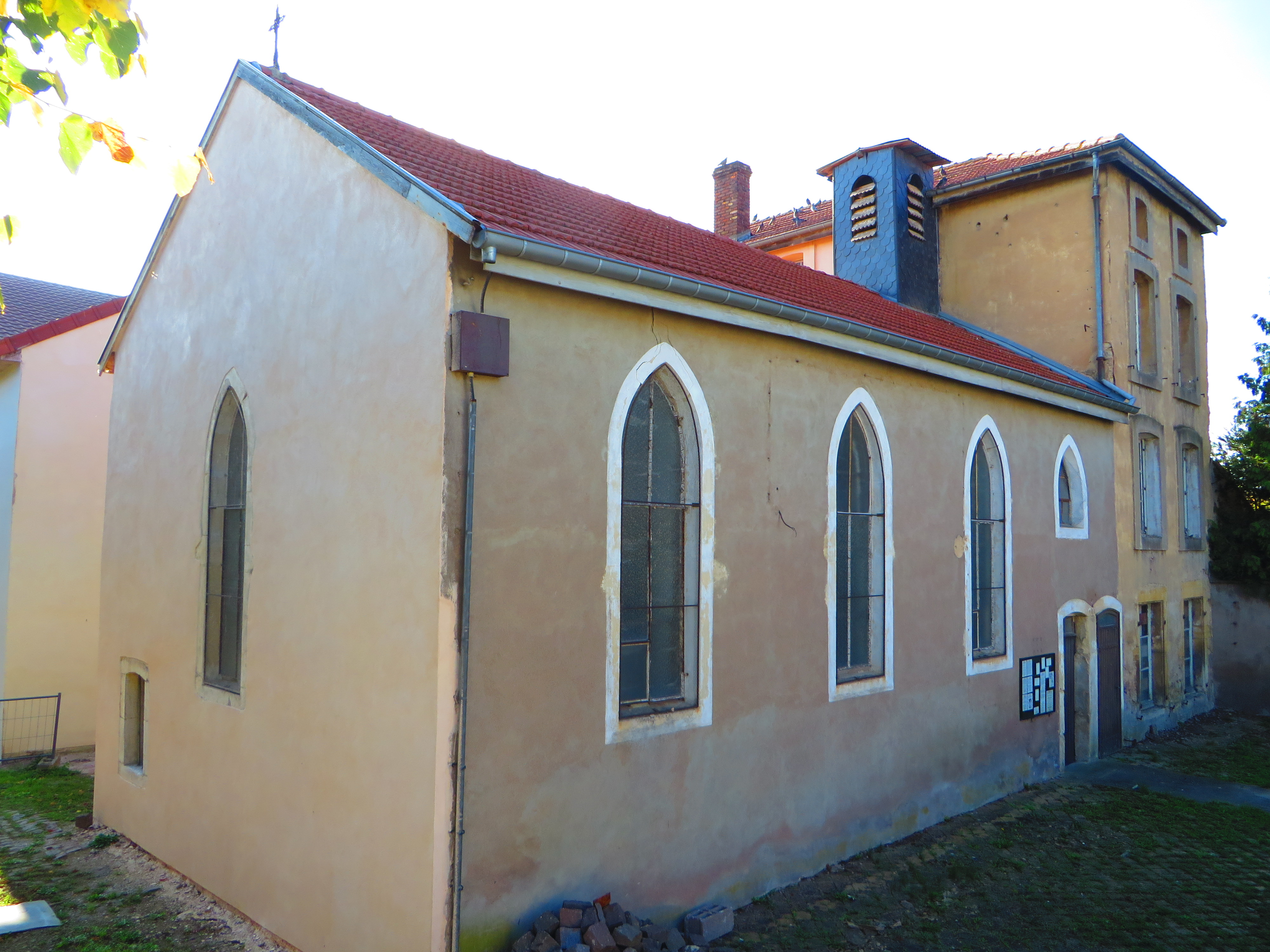
la chapelle Saint-Vincent.

#### Édifices civils

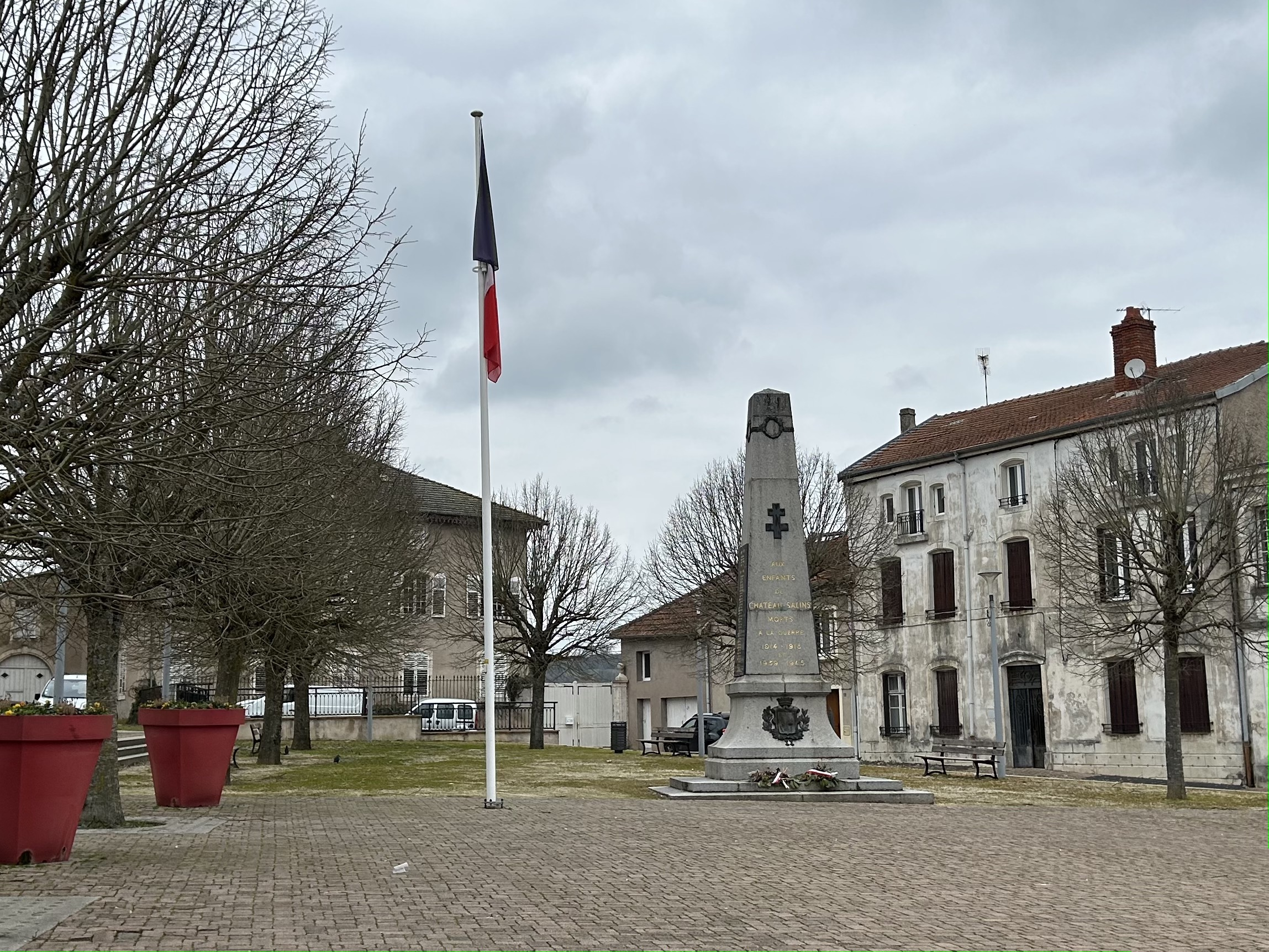
monument aux morts.

- château fort érigé par Élisabeth d'Autriche (1285-1352), duchesse régente de Lorraine pour protéger la source ; détruit en 1349 ; des parties importantes subsistèrent jusqu'au début du XIXe siècle ;
- château fort érigé à 250 mètres du premier, par l'évêque de Metz Adhémar de Monteil (1327-1361). La rue du Beau-Repaire conservait encore au siècle dernier quelques ruines de la forteresse concurrente ;
- saline, au centre-ville, fonctionna jusqu'en 1826 comme saline domaniale de l’État ;
- vingt kilomètres de randonnées pédestres sont balisés, le départ se fait au sud du village à partir du gîte d'étape à l'emplacement des salines ducales et royales ;
- étang aménagé ; activités de loisir (tennis, VTT, promenades) ;
- Collège La Passepierre ;
- Lycée agricole de Château-Salins érigé par Guillaume II d'Allemagne en 1913.
- Monument aux morts[51],[52].

#### Édifices religieux
- Église néo-gothique Saint-Jean-Baptiste 1868/1893[53]  :

Patrimoine mobilier :
* orgue du dix-huitième siècle transféré pendant la Révolution depuis l’abbaye des prémontrés de Salival. Actuellement, orgue néoclassique-néobaroque Haerpfer-Erman (1960), restauré par la Manufacture Aubertin (1995).
* statue : Christ en croix.
* statue : Vierge à l'Enfant.

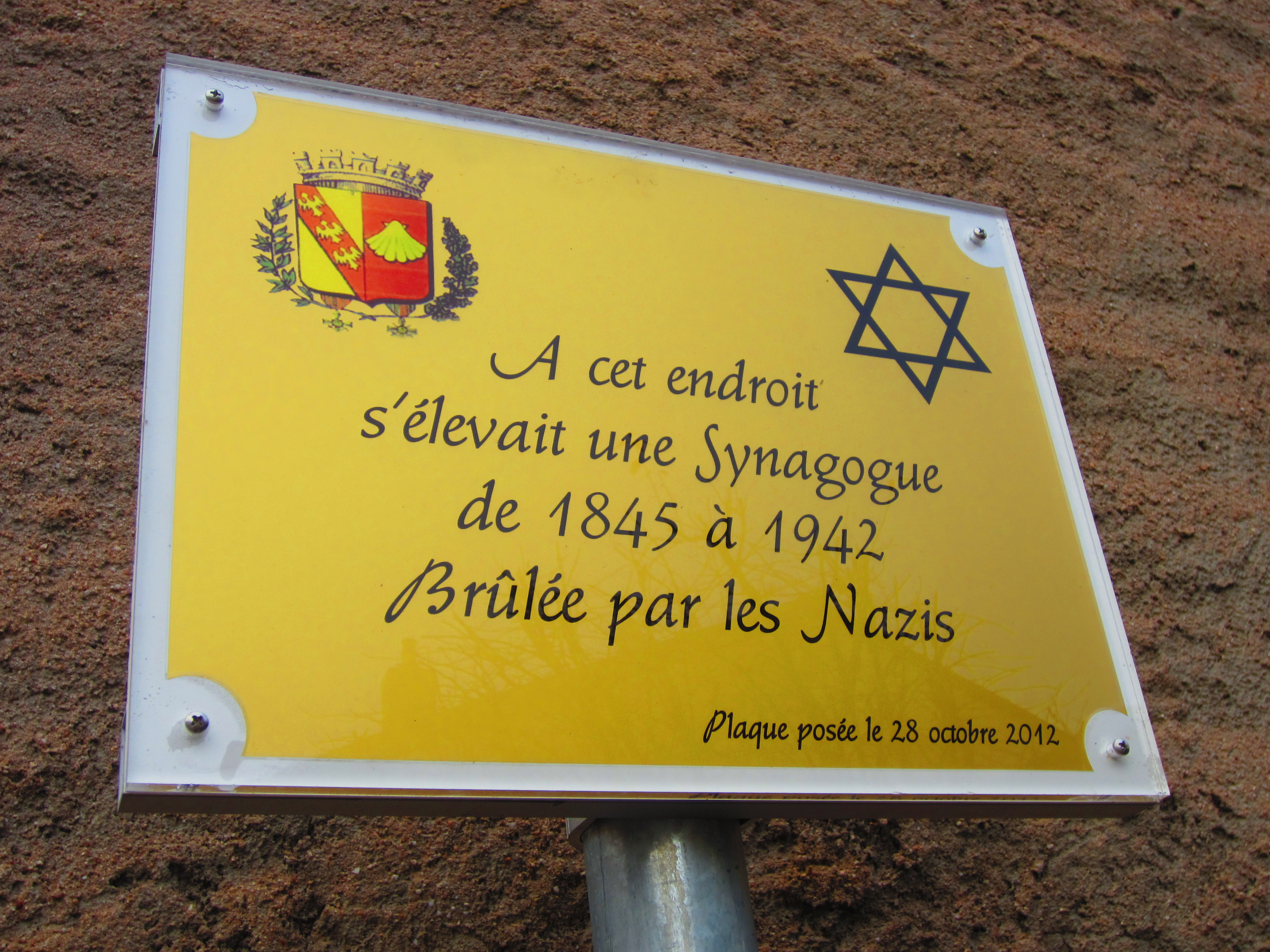
Plaque signalant l'emplacement de l'ancienne synagogue de Château-Salins.

- Église Saint-Aubin classique du XVIIIe siècle de Coutures.
- Chapelle Saint-Vincent de la maison de retraite.
- Ancienne synagogue détruite, rue de Strasbourg, une plaque commémorative marque l'emplacement de l'ancienne synagogue, construite en 1845 et détruite au cours de la Seconde Guerre mondiale en 1942[57],[58].

### Activités
- Cinéma (Salle Saint-Jean)[59]
- Zone de Loisirs
- Clubs sportifs : football, judo, gymnastique, handball
- Bibliothèque municipale[60].

### Héraldique
| Blason de Château-Salins | Blason  | Parti, en 1er d'or à la bande de gueules chargée de trois alérions d'argent, et en 2e de gueules à la coquille d'argent. |
| Blason de Château-Salins | Détails | Le blason actuel date du XVIIIe siècle. Les armes de Lorraine à dextre indiquent l'appartenance de Château-Salins au duché et la coquille de senestre rappelle les salines exploitées par les ducs de Lorraine dès le Moyen Âge. |

## Personnalités de la commune

### Personnalités nées à Château-Salins
- François Laurent Tricotel (1727-1806), général des armées de la République y est né ;
- Arsène Darmesteter, (5 janvier 1846, Château-Salins - 16 novembre 1888, Paris) philologue français ;
- James Darmesteter, (28 mars 1849, Château-Salins - 19 octobre 1894, Maisons-Laffitte) linguiste français ;
- Else von Richthofen (8 octobre 1874, Château-Salins - 22 décembre 1973, Heidelberg) spécialiste en Sciences sociales, sœur de Frieda von Richthofen ;
- Charles-Edmond Perrin (1887-1974), médiéviste français, membre de l'Académie des inscriptions et belles-lettres ;
- Friedrich Weber (31 mars 1892, Château-Salins - 2 septembre 1974, Deggendorf) général de division allemand ;
- Philippe Gaillot (né le 28 février 1965 à Château-Salins) joueur de football du FC Metz ;

### Personnalités liées à Château-Salins
- Henri Grégoire dit « Abbé Grégoire » (1750-1831), vicaire de Château-Salins en 1775-1776[62] ;
- Wayne Sleeth (né en 1966) : artiste-peintre contemporain britannique, résidant avec atelier à Château-Salins depuis 2004[63].

## Pour approfondir